# Stenderup (Sydslesvig)
 For alternative betydninger, se Stenderup. (Se også artikler, som begynder med Stenderup)
Stenderup er en landsby beliggende sydøst for Siversted i Lusangel i Sydslesvig. Administrativt hører landsbyen under Siversted Kommune i Slesvig-Flensborg kreds i den nordtyske delstat Slesvig-Holsten. I kirkelig henseende hører landsbyen til Siversted Sogn. Sognet lå i Ugle Herred (Flensborg Amt, Sønderjylland), da området tilhørte Danmark.
Stenderup (Stendrup) er første gang nævnt 1409. Stednavnet beskriver en på en stenig jordbund liggende torp. Med under Stenderup regnes også de syd og sydvest for landsbyen beliggende (tidligere dansk-kongelige) skove Balleskov (Balligholz) og Rojskov (Roteholz). Forleddet i Rojskov henføres til rydning, en del af skov blev altså tidligere omdannet til agerjord. I omegnen ligger desuden udflyttersteder og gårdene Stenderupbusk, Stenderupmark, Stenderupå og Torvold. Efterleddet i Torvold henføres enten til oldn. vǫllr (≈eng, græsgang) eller snarere til (fæstnings)vold, lånt fra fransk vallum (≈forkansning).
I 1837 nævnes 12 gårde og to husmandssteder (kåd) hørende under Ugle Herred. I 1871 blev Stenderup en selvstændig kommune med dengang 132 indbyggere, 1971 blev Stenderup indlemmet i Siversted.
Sydvest for landsby ved vejen til Stenderupbusk ligger med Grønshøj (Grönshy) og Holhøj (Hollhy) to markante gravhøje. Grønshøjen er med 7,7 m den højeste bevarede gravhøj i Angel. Her skal en dansk konge ligge begravet i fuld rustning. Efterleddet -høj bliver på angeldansk (jysk) til -hy.